# Mayolè
Le mayolè est un sport de combat guadeloupéen qui fut développé et exercé par les esclaves, et dont les origines remontent à la traite négrière. Sa pratique consiste à opposer deux combattants munis chacun d'un long bâton et s'affrontant, aux rythmes des tambours, au milieu d'une assemblée de spectateurs. Cette lutte, autrefois extrêmement dangereuse et qui pouvait provoquer de graves blessures (on employait jadis le terme de « mayolè sang »), est aujourd'hui pratiquée à la façon d'une lutte dansée comme la capoeira au Brésil.

## Origines
Le mayolè tire ses origines d'Afrique et aurait été introduit sur les terres de Sainte-Anne, en Guadeloupe, par un esclave dénommé Jacombé durant la traite négrière. Toutefois, d'autres sources orales affirment que cette pratique aurait été initiée par plusieurs esclaves à la fois.

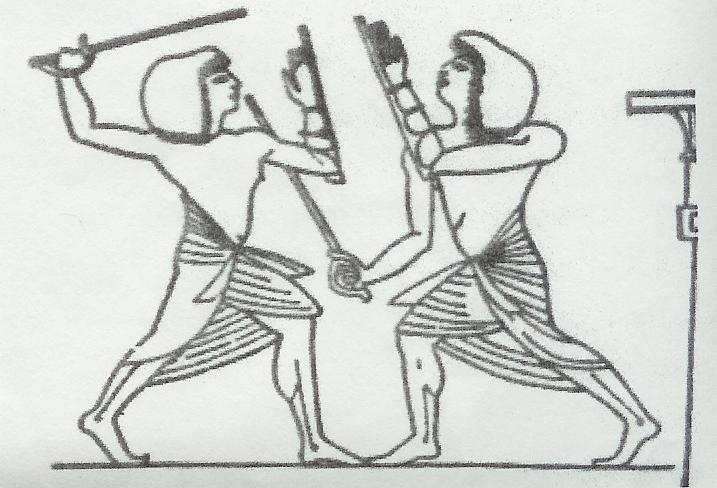
Anciens pratiquants du tahtib. Tombe de Meryre II, -1350

Le mayolè, en tant qu'art martial utilisant un bâton pour arme, se rapproche de nombreux genre de combat qui se sont développés sur quasiment tous les continents au fil des siècles. Citons par exemple le El Matrag (Algérie), le Tahtib (Égypte, ses origines remontent à 2800 av. J.-C.), le Zulu Impi (Afrique du Sud, dans l'ancien royaume zoulou), les Dula Meketa et Donga (Éthiopie) pour l'Afrique, la canne de combat (France) et le Bartitsu (Royaume-Uni) en Europe ou encore le Silambam pratiqué dans le Sud de l'Inde.

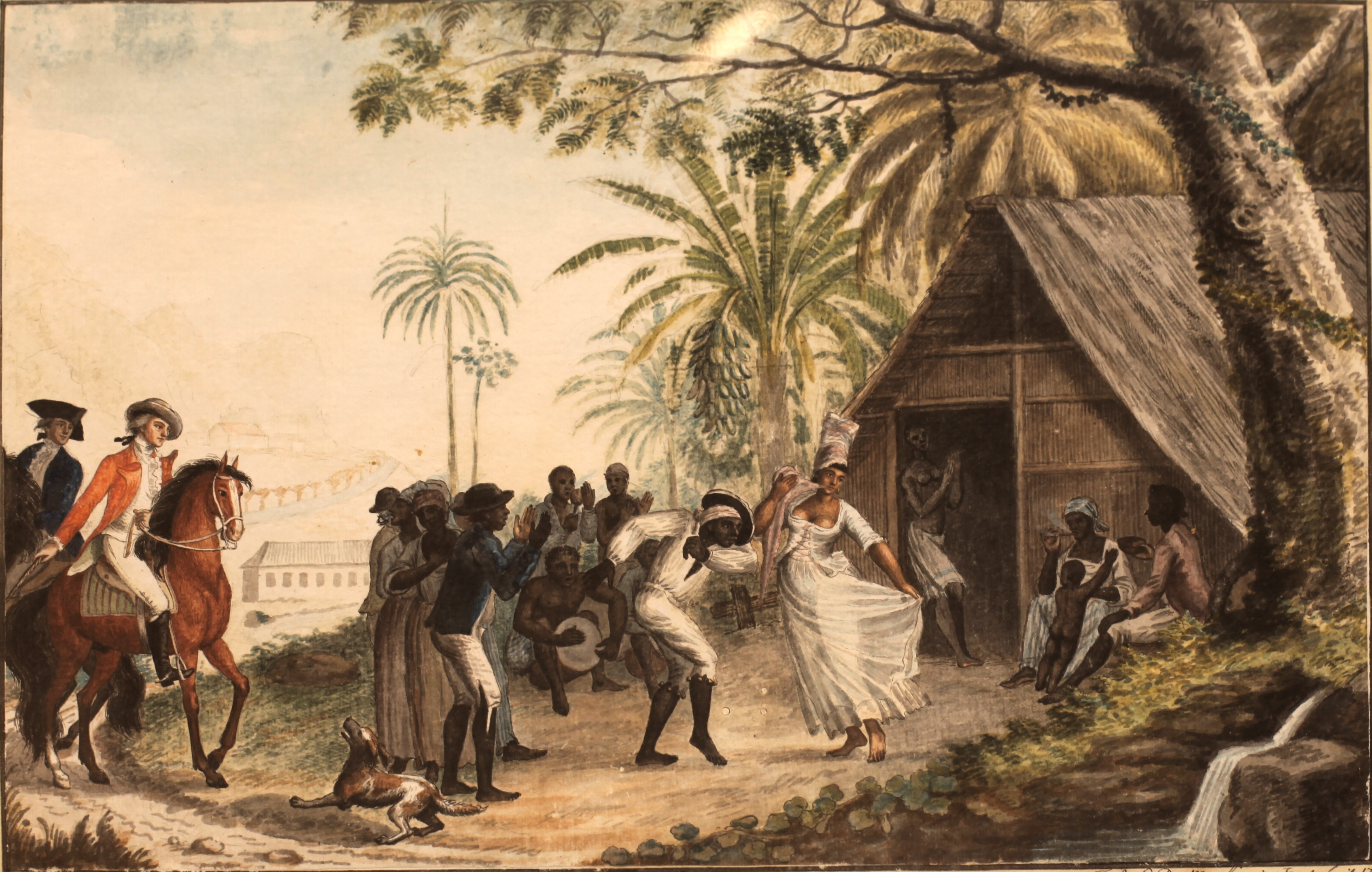
La Calinda : danse et art martial à la fois. François Aimé Louis Dumoulin, 1783.

Mais le mayolè, tel qu'il a évolué et s'exerce aujourd'hui, se rapproche du Calinda ou du konba bâton en Haïti, du ladja bâton en Martinique ou du mani (en) à Cuba. Arts martiaux eux-mêmes d'origine africaine.

## Expression d'une résistance
Le mayolè s'est développé au cours du XVIIe siècle durant l'esclavage et son exercice a d'abord consisté, pour les combattants, à retrouver une dignité d'homme et à se réapproprier leur existence. Et au cours du temps, cette pratique a permis aux esclaves de s’affranchir de leur quotidien et de résister au système esclavagiste. De plus, cette pratique a fourni aux esclaves en fuite, les « neg’mawons », une méthode de combat et un entraînement permettant d'affronter ou de contrer leurs poursuivants. Et à cette époque, jugée comme une pratique violente, le mayolè a été interdit. 

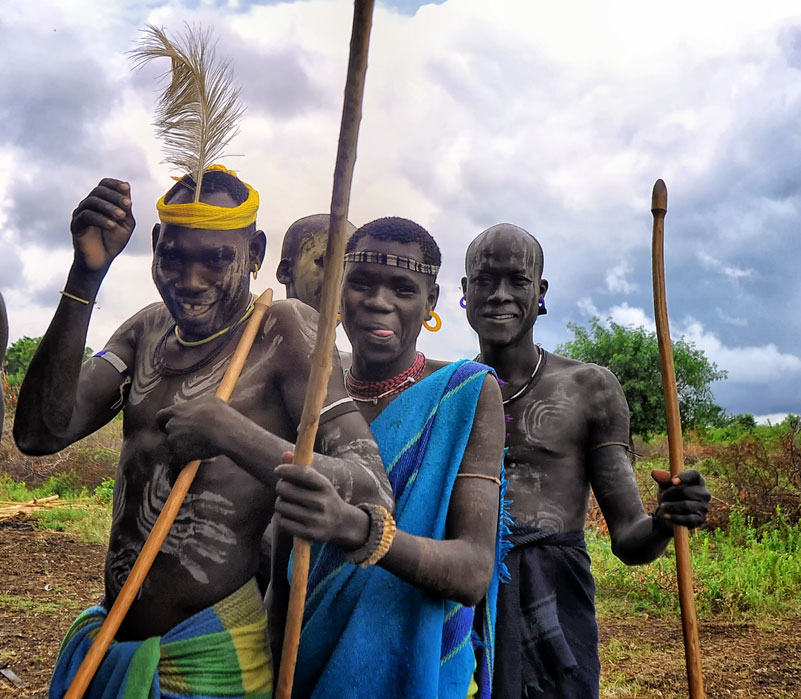
Guerriers de la tribu Mursi, munis de leur bâton nécessaire à la pratique du donga. Éthiopie.

## Dispositif et disposition
Le mayolé se pratique en faisant participer deux combattants « les bâtonniers » munis chacun d'un bâton taillé dans du bois d'Inde, par exemple, et dont la longueur varie entre 1 m et 1,70 m. L'affrontement se déroule au centre d'une assemblée composée de spectateurs et d'un chanteur, et est rythmé par les tambours ka, à savoir le boula (servant à marquer une rythmique grave, ce qui donne le tempo) et le makè la (dont la sonorité plus aiguë permet à un soliste de réaliser des variations et des improvisations, ayant pour effet d'inciter les combattants à virevolter, à faire tournoyer leur arme et à avoir plus d'audace au combat).

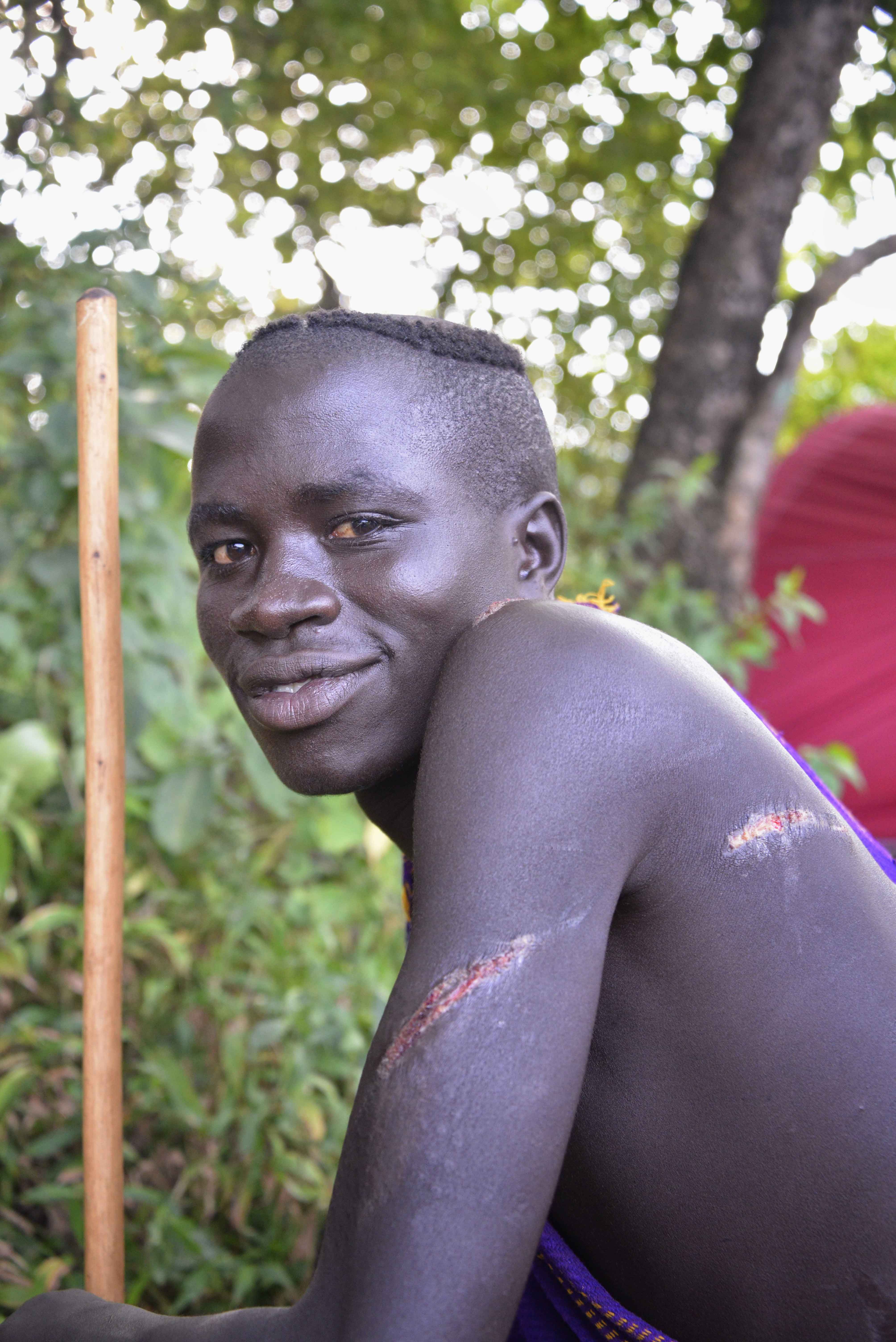
Blessure au bras et à l'épaule après un duel au bâton. Combattant de la tribu Suri, en Éthiopie.

## De l'art martial à la lutte dansée
La pratique du mayolè d'aujourd'hui diffère de celle qui était exercée jadis. Principalement du fait que les duellistes ne recherchent plus à percuter violemment les parties du corps de leur adversaire avec leur arme, mais recherchent à présent, à travers un jeu d'adresse, de parades et d'estocades, à le surpasser en maîtrise. Les nouveaux codes du mayolè ayant évolué vers une confrontation moins violente, les mayoleurs accompagnés par le rythme des tambours, par les chants du soliste et encouragés par les acclamations, doivent désormais faire preuve de virtuosité et de dextérité pour atteindre le titre de majò (champion). Malgré son constant déclin, la transmission et la pratique du mayolé demeurent encore vivaces dans l'Est de l'île de Grande-Terre, notamment dans la commune de Le Moule.